# Франциск Дідушицький
Франциск-Іван Дідушицький (пол. Franciszek Jan Dzieduszycki; 1640 — 4 травня 1704) — шляхтич руського походження, військовик, урядник Корони Польської в Речі Посполитій.

## Біографія
Звично вживав тільки ім'я Франциск.
Зростанню кар'єри Ф.-І. Дідушицького сприяло одруження в молодому віці (18 р.) з дочкою мечника коронного Яна Станіслава Яблоновського Зофією.
З 1662 року — староста жидачівський (Станіслав-Ян Яблоновський відступив йому староство за дозволом короля). В молодому віці перебував на лицарській службі. 1667 р. був ротмістром козацької коругви. Керував тією корогвою під час Хотинської битви (1673). Мав прихильників серед шляхти на Червоній Русі та Поділлі. 1685 р. входив до складу сенату як київський каштелян.
Брав участь у військовому поході проти турків під Відень (1683). У 1685 році проводив реконструкцію Жидачівського замку, за що від сеймику отримав подяку та часткове відшкодування коштів.
1689 р. отримав посаду подільського воєводи, у 1690 — спадщину по Чурилах.
1694 р. відступив Жидачівське староство своєму сину, графу Юрію Станіславу.
1699 р. був обраний радою сенату в комісію по відібранню Кам'янця-Подільського в турків (за Карловицькою угодою).
У січні 1704 написав заповіт, у якому значні кошти мали належати латинській катедрі Львова. Помер 4 травня 1704. Був похований у костелі єзуїтів Львова поряд з дружиною, під час похорону промову мав король Август ІІ. Перерахував значні кошти на кафедральний костел у Львові.

## Сім'я
- Маріанна — дружина Александера Домініка Тарновського[7]
- одна з дочок — дружина галицького каштеляна Владислава Скарбека[8]
- Саломея — друга дружина Войцеха М'ясковського.[9]